# Elisa del Estal
Elisa del Estal Mateu (Santander, 23 marzo 1993) è una calciatrice spagnola, attaccante del Como 1907.
È sorella gemella di Sara, anch'ella calciatrice che ha ricoperto lo stesso ruolo all’inizio della comune carriera nel Reocín e successivamente all'Espanyol.

## Carriera
Le due sorelle Del Estal fin da giovanissime si appassionano allo sport, praticando assieme l'atletica leggera gareggiando per il Club Atletismo Piélagos, società con sede nell'omonimo centro abitato della comunità autonoma della Cantabria. In questo periodo Elisa riesce a raggiungere risultati di rilievo, classificandosi al secondo posto nella categoria junior dei 400 metri ostacoli spagnoli, alternando l'attività atletica con la sua seconda passione, il calcio, finché non le sono stati diagnosticati problemi al fegato dovuti a uno sforzo eccessivo, per cui ha finito, come la sorella, per dedicarsi esclusivamente al calcio.

### Club
Nel 2012 inizia l'attività agonistica con il Reocín, disputando tre stagioni in prima squadra fino al suo trasferimento, nell'estate 2015, al Fundación Nexus de Albacete, città dove ha lavorato anche come insegnante. Dopo una stagione e mezza con il club albaceteño, nell'aprile 2017 viene annunciato il suo trasferimento all'Espanyol, firmando un contratto che la lega al nuovo club fino al 2021 e dove è diventata una delle migliori marcatrici della squadra vedendosi anche riconosciuta come MVP in diverse occasioni.
Nel febbraio 2020 tuttavia, decide di rescindere anticipatamente il contratto con il club catalano per cogliere l'opportunità di disputare un campionato estero per la prima volta in carriera, sottoscrivendo un accordo con le campionesse sudcoreane in carica dello Hyundai Red Angels per disputare la WK League, massimo livello del campionato di calcio di categoria del paese asiatico. Qui riesce a distinguersi ancora una volta nel ruolo di marcatrice, segnando 9 gol in 17 partite, che la rendono la seconda capocannoniera del torneo. Con il club coreano ha vinto il titolo del campionato ed è stata eletta MVP della finale, segnando un gol e segnandone un altro.
Dopo essere rimasta in Corea del Sud anche per la prima parte della stagione 2021, Del Estal decide di far ritorno in Spagna, accordandosi con il Siviglia durante la sessione estiva di calcio mercato per disputare la stagione 2021-2022 con il club andaluso. Il poco spazio che le concede il tecnico argentino Cristian Toro, per lei solo 2 presenze in campionato prima della fine del 2022, influenzano la sua decisione di tentare una nuova avventura all'estero, sposando il progetto del Napoli che, appena retrocesso in Serie B, durante la sessione invernale di calciomercato vuole rinforzare il reparto offensivo per inseguire la promozione in A a fine stagione. Ariivata alla società biancazzurra nel novembre 2022, Del Estal si rivela preziosa nel prosieguo della stagione siglando 14 reti su 21 presenze in campionato, seconda solo alla portoghese Adriana Gomes con 23 centri, per centrare l'obiettivo del ritorno alla massima serie italiana.
Il 16 agosto 2024, viene acquistata a titolo definitivo dal Como, sempre in Serie A.  Qui il tecnico Stefano Sottili la impiega da titolare fin dalla 1ª giornata di campionato, nella vittoria casalinga per 1-0 sul Milan, contribuendo con le sue 7 reti, tra cui la tripletta nella gara vinta 4-2 il 20 ottobre sul campo del Sassuolo, su 25 presenze a portare la sua nuova squadra nella prima fase fino al 5º posto in classifica, necessario per disputare la poule scudetto, per poi doversi accontentare della poule salvezza per i soli due risultati negativi nelle ultime due giornate Al termine del campionato, come seconda migliore realizzatrice della squadra dietro a Nadine Nischler (9), festeggia assieme alle compagne la conquista del 7º posto e la conseguente agevole salvezza.
Conclusi gli obblighi contrattuali, durante la sessione estiva di calciomercato 2025 viene annunciato il suo trasferimento alle concittadine del Como 1907, sposando il progetto dell'altro club lariano nell'allestire un organico in grado di puntare alla promozione in massima serie dopo aver ottenuto un posto in Serie B acquisendo il titolo sportivo del ChievoVerona FM.

## Statistiche

### Presenze e reti nei club
Statistiche aggiornate al 5 agosto 2025.
| Stagione        | Squadra         | Campionato      | Campionato | Campionato | Coppe nazionali | Coppe nazionali | Coppe nazionali | Coppe continentali | Coppe continentali | Coppe continentali | Altre coppe | Altre coppe | Altre coppe | Totale | Totale |
| Stagione        | Squadra         | Comp            | Pres       | Reti       | Comp            | Pres            | Reti            | Comp               | Pres               | Reti               | Comp        | Pres        | Reti        | Pres   | Reti   |
| --------------- | --------------- | --------------- | ---------- | ---------- | --------------- | --------------- | --------------- | ------------------ | ------------------ | ------------------ | ----------- | ----------- | ----------- | ------ | ------ |
| 2021-2022       | Siviglia        | PD              | 26         | 9          | CS              | 1               | 0               |                    | -                  | -                  |             | -           | -           | 27     | 9      |
| lug.-dic. 2022  | Siviglia        | PD              | 2          | 0          | CS              | -               | -               |                    | -                  | -                  |             | -           | -           | 2      | 0      |
| Totale Siviglia | Totale Siviglia | Totale Siviglia | 28         | 9          |                 | 1               | 0               |                    | -                  | -                  |             | -           | -           | 29     | 9      |
| dic. 2022-2023  | Napoli          | B               | 21         | 14         | CI              | 1               | 1               | -                  | -                  | -                  | -           | -           | -           | 22     | 15     |
| 2023-2024       | Napoli          | A               | 24+2       | 6          | CI              | 4               | 1               | -                  | -                  | -                  | -           | -           | -           | 30     | 7      |
| Totale Napoli   | Totale Napoli   | Totale Napoli   | 45+2       | 20         |                 | 5               | 2               |                    | -                  | -                  |             | -           | -           | 52     | 22     |
| 2024-2025       | Como            | A               | 25         | 7          | CI              | 0               | 0               |                    | -                  | -                  |             | -           | -           | 25     | 7      |
| 2025-2026       | Como 1907       | B               | -          | -          | CI              | -               | -               | -                  | -                  | -                  | AWC         | -           | -           | -      | -      |
| Totale carriera | Totale carriera | Totale carriera | 100        | 36         |                 | 6               | 2               |                    | -                  | -                  |             | -           | -           | 106    | 38     |

## Palmarès

### Club
- Campionato sudcoreano: 1

Hyundai Red Angels: 2020
- Campionato italiano di Serie B: 1

Napoli: 2022-2023